# Cladonota crassepunctatus
Cladonota crassepunctatus är en insektsart som beskrevs av Albino Morimasa Sakakibara 1971. Cladonota crassepunctatus ingår i släktet Cladonota och familjen hornstritar. Inga underarter finns listade i Catalogue of Life.